# Гробница семьи Хезир
Гробница семьи Хезир (др.-евр. קבר בני חזיר‬, сыновей (потомков) Хезира) — одна из старейших из четырёх известных скальных гробниц в долине Кедрон в Иерусалиме. Появилась во времена иродианского храма.
Гробница состоит из нескольких погребальных камер. Первоначально попасть в гробницу можно было с северной стороны по лестнице, высеченной в скале. В более позднее время был проложен ещё один путь к погребальным камерам через туннель из гробницы Захарии, существующий по настоящее время.
Гробница датируется 2-м веком до нашей эры и является старейшей из четырёх скальных гробниц в долине Кедрон. Она построена в эллинистическом стиле. На колонных капителях и фризах видны дорические и ионические мотивы. Архитрав носит древнееврейскую надпись, обозначающую гробницу как памятник семье когена по имени Хезир. Надпись гласит:
«זה הקבר והנפש שלאלעזר חניה יועזר יהודה שמעון יוחנן בני יוסף בן עובד יוסף ואלעזר בני חניה כהנים מבני חזיר»
«Это могила и памятник-„нефеш“ Eliezer Hania Joazar Jehuda Shimon Jochanan Bnei-Josef Ben-Oved Josef и Elazar Bnei-Hania, священника семьи Хезир»
Надпись на гробнице показывает, что погребальное сооружение использовалось несколькими поколениями семьи священника Хезир. Семья, должно быть, была очень богатой, так как могла позволить себе захоронение в долине Кедрон.
В еврейской Библии есть два места, где упоминаются мужчины с именем Хезир. Один из них был основоположник 17-й касты священников (1Пар. 24:15), другой был одним из лидеров, который заключил завет с Неемией (Неем. 10:21). Неизвестно, есть ли связь между ними и семьёй в гробнице.
Надпись содержит термин «нефеш» (ивр. נפש‎, дословно «душа»). Этот термин также используется для «великолепного строения», построенного на могиле или рядом с ней. Одна из теорий гласит, что под этим могла подразумеваться могила Захарии непосредственно рядом с могилой. Другая теория гласит, что над колоннами был дополнительный фасад. Возможно, он имел форму набатейских надгробий, которые встречаются в Петре.